# Laboratoire national du Gran Sasso
Ne doit pas être confondu avec Institut des sciences de Gran Sasso.
Le laboratoire national du Gran Sasso ou (en italien : Laboratori Nazionali del Gran Sasso, abrégé LNGS), est un laboratoire souterrain de physique des particules de l’INFN, situé à proximité de la montagne du Gran Sasso en Italie, entre les villes de L’Aquila et de Teramo, à environ 120 km de Rome et à quelques kilomètres du village d’Assergi (it). En plus d’une surface de la partie du laboratoire, il est composé de vastes installations souterraines sous la montagne. C’est le plus grand centre de recherche souterrain du monde.
La mission du laboratoire est d’accueillir des expériences qui nécessitent un faible bruit de fond environnemental dans le domaine de l’astrophysique des particules et de l’astrophysique nucléaire et d’autres disciplines qui peuvent tirer profit de ses caractéristiques et de ses infrastructures.
Le LNGS est, comme les trois autres laboratoires souterrains européens d’astro-particules, le laboratoire souterrain de Modane, le laboratoire souterrain de Canfranc, et le laboratoire souterrain de Boulby, un membre du groupe de coordination Integrated large infrastructures for astroparticle science (ILIAS).

## Installations
Le laboratoire se compose d’une installation de surface, située au sein du parc national du Gran Sasso e Monti della Laga, et de vastes installations souterraines situées à côté du tunnel autoroutier long de 10 kilomètres, le tunnel du Gran Sasso.
Les premières grandes expériences au LNGS ont débuté en 1989 ; les installations ont été ultérieurement étendues, et il est maintenant le plus grand laboratoire souterrain du monde.
Il existe trois principaux halls voûtés d’expérimentation, chacun d’environ 20 m de large, 18 m de haut et 100 m de long. Cela fournit environ 3×20×100=6 000 m2 d’espace et 3×20×(8+10×π/4)×100=95 100 m3 de volume. En tenant compte des espaces plus petits et de diverses tunnels de connexion, l’installation totalise 17 800 m2 et 180 000 m3,.
Les halls d’expérimentation sont couverts par environ 1 400 m de roches, protégeant les expériences des rayons cosmiques. Offrant un blindage d’environ 3 400 mètres équivalent eau (mwe), il n’est pas le laboratoire souterrain le plus profond, mais le fait qu’il puisse être utilisé sans l’aide d’un ascenseur de mine le rend très populaire.

## Projets de recherche

### Recherche sur les neutrinos
Depuis la fin août 2006, le CERN dirige un faisceau de neutrinos muoniques créé par l’accélérateur SPS du CERN vers le laboratoire du Gran Sasso, à 730 km de là, où ils sont détectés par les détecteurs OPERA et ICARUS (en), dans une étude des oscillations des neutrinos qui permettront d’améliorer les résultats de l’expérience MINOS du Fermilab.
En mai 2010, Lucia Votano, directrice du laboratoire du Gran Sasso, a annoncé que « [l]’expérience OPERA a atteint son premier objectif : la détection d’un neutrino tau obtenu à partir de la transformation d’un neutrino muonique, qui a eu lieu pendant le voyage de Genève au laboratoire du Gran Sasso ». Cette constatation indique un défaut dans le modèle standard de la physique des particules, étant donné que les neutrinos devraient avoir une masse pour que ce changement puisse se produire.
Il est prévu qu'un effort pour déterminer si le neutrino a une nature de Majorana ou de Dirac, appelé CUORE (en) (Cryogenic Underground Observatory for Rare Events), commence en 2012. Le détecteur va être blindé avec du plomb récupéré d’une ancienne épave romaine, en raison de la radioactivité plus faible du plomb ancien par rapport à celle du plomb récent. Les artefacts ont été donnés à CUORE par le musée archéologique national de Cagliari.
En septembre 2011, Dario Autiero de la collaboration OPERA a présenté des résultats indiquant que les neutrinos arrivaient dans OPERA environ 60 ns plus tôt qu’ils ne le devraient s’ils voyageaient à la vitesse de la lumière. Cette anomalie des neutrinos supraluminiques n’a pas été tout de suite expliquée,. Les résultats ont ensuite été étudiés et réfutés. L’observation était due à un défaut de câblage de la fibre optique dans le récepteur d’OPERA du laboratoire, provoquant un retard d’arrivée du signal d’horloge auquel l’arrivée des neutrinos était comparée.
En 2014, Borexino a mesuré directement, pour la première fois, les neutrinos provenant du processus de fusion proton-proton primaire dans le Soleil. Ce résultat est publié dans la revue Nature. Cette mesure est cohérente avec les prévisions issues du modèle solaire standard de John Bahcall avec la théorie de l’oscillation de neutrinos solaires tel que décrit par la théorie MSW. Il peut être considéré comme une pierre angulaire de notre compréhension de la chaîne proton-proton qui est le carburant de notre Soleil.

### Expériences
- Borexino (en)
- COBRA (en)
- CRESST
- CUORE (en)/Cuoricino
- DAMA/NaI (en)
- GALLEX
- LVD (en)
- MACRO (en) (terminé)
- OPERA
- XENON

## Liste partielle des directeurs
| Identité           | Période         | Période | Durée |
| Identité           | Début           | Fin     | Durée |
| ------------------ | --------------- | ------- | ----- |
| Ezio Previtali (d) | 15 octobre 2020 |         |       |